# Fonds de pension
Un fonds de pension (ou fonds de retraite) est un fonds d'investissement spécifique à la retraite par capitalisation. C'est l'outil de l'épargne retraite. C'est un Organisme de placement collectif (OPC) gérant collectivement en capitalisation les retraites et l'épargne salariale. Les fonds de pension sont alimentés par l'épargne des salariés et souvent complétés par l'entreprise, et versent des pensions.

## Caractéristiques principales
Un fonds de pension fonctionne en
- recevant les versements (des employés ou des employeurs) ; ils serviront à augmenter le capital, et en contrepartie le bénéficiaire recevra une part du capital (qu'on appelle souvent points de retraite) ;
- percevant les revenus du capital déjà investi ; une partie servira à payer les frais de gestion, le reste grossira le capital (mais le nombre de parts ne change pas, seulement leur valeur) ;
- décaissant des pensions, sous forme de rente viagère ; le nombre de points du bénéficiaire est baissé à due-concurrence tandis que le capital nécessaire est, si besoin, vendu.

Le fonds de pension détient et gère un portefeuille d'actifs financiers (actions et obligations notamment). Aux variations de capital dues aux achats, ventes et ré-investissement des revenus, s'ajoutent des variations en fonction de la situation économique globale, booms (et bulles) qui l'augmentent par des plus-values et crises qui le réduisent (moins-values), mais cela n'a pas autant d'importance qu'on peut le croire (voir infra).
Un fonds de pension est donc une machine à opérer une double conversion.
1. de versements (en argent) en capital à long terme ;
2. de capital en rente viagère.

Le mécanisme de conversion est légèrement différent selon que le fonds fonctionne à cotisation définie ou à prestations définie.
Dans le premier cas, la première conversion peut être faite facilement : si le fonds est valorisé 100 milliards d'euros, et qu'il reçoit un versement de 100 € de plus, son capital augmente de 1 milliardième et il peut accorder à l'adhérent un nombre de points égal à un milliardième de ceux qui existent déjà. Mais des formules plus complexes peuvent être mises en place, pour tenir compte du fait qu'un placement long a une meilleure rentabilité qu'un placement court ; on peut donc accorder plus de points lorsque l'adhérent est jeune (loin de la retraite, les sommes travailleront longtemps) et moins lorsqu'il est plus proche de la retraite.
Toujours dans ce même cadre (cotisation définie), la seconde conversion est plus délicate, car il faut tenir compte de la durée de vie restante pour évaluer l'équivalent en rente viagère du capital détenu.
Si le fonds est à prestation définie, le calcul est mené dans l'autre sens : on part de la valeur actualisée d'une rente viagère qui serait versée au moment où l'adhérent prendra sa retraite, et on lui demande un versement équivalent, réduit toutefois d'une estimation de ce que le placement fait avec ce versement pourra rapporter. On voit que ce calcul nécessite de faire des hypothèses à très long terme, il est donc plus aléatoire, plus risqué et nécessite de prendre des marges de sécurité ou de faire appel aux services (payants) d'un assureur.

## Enjeux

### Sécurité et contrôle
Un fonds de pension fait appel à l'épargne publique et est, à ce titre, soumis aux contrôles usuels. La mécanique générale est en effet propice à la fraude dite cavalerie, « boule de neige » ou encore chaîne de Ponzi.
Près de 150 milliards d'euros d'engagements de retraite sont comptabilisés au passif des sociétés non financières du CAC 40 à la fin 2009 ; or, comme les actifs de couverture ne sont que de 93,4 milliards, le déficit des entreprises était estimé à 54,38 milliards d'euros.

### Crise
La sensibilité d'un fonds de pension aux crises est limitée si les actifs du fonds de pension ne sont pas placés. En effet, une grande partie des flux financiers qui le concernent ne font que le traverser : si le versement de l'adhérent A est transformé en capital qui lui-même est vendu pour financer la pension du retraité B, tout se passe comme si A payait la pension de B comme dans un système par répartition, où le capital sert essentiellement de clef de conversion (et accessoirement de provision).
Cette sensibilité existe néanmoins, et le fait pour un fonds de pension comme CalPERS de perdre 30 % de sa valeur n'est pas sans incidence. Les retraités, en tant que capitalistes, participent aux pertes comme ils ont pu auparavant profiter de l'expansion[réf. souhaitée] (pendant que les fonds de CalPERS doublaient par exemple).
En faisant le choix de la libéralisation des régimes de retraite, les collectivités locales se sont tournées vers des investissements à risques dans des proportions démesurées. En conséquence, les fonds de pension accusent en 2017 près de quatre mille milliards de dollars de financements manquant. Plusieurs grandes villes comme Dallas, Chicago, Philadelphie ou La Nouvelle-Orléans ne paient plus l’intégralité des retraites dues à leurs ex-fonctionnaires et cette situation devrait continuer de se détériorer.

### Fonds de pension en France
L’existence des « fonds de pension » en France comprend de nombreux flous juridiques et sémantiques. L’exemple le plus connu est celui de Prefon, la caisse de prévoyance de la fonction publique considéré comme le premier fonds de pension à la française. Toutefois, jusqu’en 2016, on ne parlait que de quasi-fonds de pension, car les organismes collecteurs de l'épargne retraite n'étaient pas financés par les entreprises et il n’était pas possible pour l’épargnant de sortir en capital lors de son départ à la retraite. 
Les textes règlementaires ont cependant évolué pour les entreprises et les actifs.
La loi Sapin II de 2016 permet la création de FRPS (fonds de retraite professionnelle supplémentaire), des organismes de collecte des cotisations financés par des employeurs ou des groupes d’employeurs.  Par leur fonctionnement régulé par l’ACPR, les FRPS sont considérés aujourd'hui comme des fonds de pension à la française.
Pour les actifs, la loi PACTE de 2019 instaurant un Plan Épargne Retraite fusionne tous les dispositifs existants, leur permettant de retirer leur pension en capital.